# Султанмуратово
Султанмура́тово (тат. Солтанморат ,баш. Солтанморат) — село в Аургазинском районе Республики Башкортостан, центр Султанмуратовского сельсовета.

## Географическое положение
Расстояние до:
- районного центра (Толбазы): 15 км,
- ближайшей железнодорожной станции (Белое Озеро): 45 км.

## История
Деревня носит имя мишарского старшины, основателя аула Ногайской и Сибирской дорог Султанмурата Янышева. Деревня возникла в 1761 г.

## Население
| 1906 | 1920  | 1939  | 1959  | 1989 | 2002 | 2009 |
| ---- | ----- | ----- | ----- | ---- | ---- | ---- |
| 1382 | ↗1999 | ↘1839 | ↘1361 | ↘714 | ↗721 | ↗732 |
| 2010 |       |       |       |      |      |      |
| ↘706 |       |       |       |      |      |      |

Национальный состав
Согласно переписи 2002 года, преобладающая национальность — татары (79 %).

## Религия
В селе есть мечеть.

## Известные жители
- Галимджан Ибрагимов (12 марта 1887 - 21 января 1938) — татарский учёный, общественный деятель и писатель.
- Венер Абсатарович Вахитов  (род. 11 ноября 1945) — учёный биохимик, биолог, биотехнолог, академик АН РБ, доктор биологических наук, профессор, директор института биохимии и генетики УНЦ РАН, заслуженный деятель науки РФ и РБ.
- Лилия Фатихова  (3 января 1954) — артистка Башкирской государственной филармонии, народная артистка РБ.
- Фарит Валинурович Богданов (7 октября 1932 – 12 марта 2001) — башкирский драматург. Член КПСС с 1952 года, Союза писателей СССР с 1977 года. Заслуженный деятель искусств Республики Башкортостан (1992).
- Салават Ибрагимович Рахматуллин (1 февраля 1942–15 июля 2015)— поэт, педагог, лауреат премии имени Галимджана Ибрагимова[11].